# Governatorato della Capitale (Kuwait)
Il governatorato della Capitale, o governatorato di al-'Asima, è uno dei sei governatorati del Kuwait. Il capoluogo è Madinat al-Kuwait che oltre ad essere la più popolata e importante città del governatorato è anche la capitale del Kuwait stesso.

## Geografia fisica
Il governatorato è geograficamente diviso in due parti, la parte continentale e la parte dell'arcipelago.
La parte continentale (dove è situata Madinat al-Kuwait) è collocata nell'area centro-orientale del paese e confina a sud e a sud-est con i governatorati di al-Farwaniyya e Hawalli, mentre a ovest col governatorato di al-Jahra; a nord si affaccia sul Golfo Persico, nell'Oceano Indiano.
L'area dell'arcipelago del governatorato è composta da tre isole di cui la più grande è ampia quasi quanto tutta la parte continentale. Al-'Asimah è il più importante tra i governatorati sebbene non sia il più popolato.

## Amministrazione
Il governatorato è composto dai seguenti distretti:
- Abdullah Al-Salem عبدالله السالم
- Adiliya العديلية
- Bneid Al-Qar بنيد القار
- Al Da'iya الدعية
- Al Dasma الدسمه
- Doha الدوحة
- Al Faiha الفيحا
- Faylakah (costituito dalle isole di Failaka, Miskan, e Auhah)
- Granada
- Kaifan كيفان
- Khaldiya
- Kuwait City (Capitale)
- Al Mansouriah المنصورية
- Murgab المرقاب
- Al-Nuzha النزهه
- Al Qadisiya القادسية
- Qurtoba قرطبة
- Rawdah الروضة
- Al Shamiya الشامية
- Al Shuwaikh الشويخ
- Sulaibikhat
- Al Surra السره
- Al Yarmouk اليرموك

## Governo
- Nasir Sabah Nasir Mubarak governatore dal 1962 fino alla sua morte nel 1979;
- Salim Sabah Nasir Mubarak è diventato il governatore successivo dal 1979;
- Jabir Abdallah Abdallah II Jabir diventa governatore nel 1985.